# Malý Jelení vrch
Malý Jelení vrch (497 m n. m.) je vrch v okrese Česká Lípa Libereckého kraje. Leží asi 2,5 km jjz. od obce Hamr na Jezeře, na katastrálním území zaniklé obce Svébořice. Na severovýchodě navazuje sedlem vrch Kozí hřbet (437 m n. m.). Malý Jelení vrch je spolu s Velkým Jelením vrchem chráněn jako přírodní památka Jelení vrchy. Toto chráněné území je součástí Geoparku Ralsko.

## Geomorfologické zařazení
Vrch náleží do celku Ralská pahorkatina, podcelku Zákupská pahorkatina, okrsku Kotelská vrchovina, podokrsku Děvínská pahorkatina a Jelenovršské části.

## Geologie
Malý Jelení vrch je čedičový suk vulkanického původu. Ve vrcholových partiích kopce, kde hornina vychází na povrch, lze pozorovat sloupcovitou odlučnost čediče. Pod skalami se mezi kořeny buků nachází malé jezírko.

## Přístup
Automobilem se dá nejblíže dostat do Hamru na Jezeře a Stráže pod Ralskem. Přímo k vrchu vede několik pěších cest z různých stran. Severně od Malého Jeleního vrchu prochází červeně značená turistická stezka ze Stráže pod Ralskem na hrad Děvín.